# Bruno Leichtentritt
Bruno Leichtentritt (* 22. Februar 1888 in Breslau; † 14. Oktober 1965 in Cincinnati, Ohio) war ein deutsch-US-amerikanischer Mediziner (Pädiater).

## Leben und Tätigkeit
Leichtentritt studierte Medizin an den Universitäten München und Breslau. 1913 erhielt er seine Approbation. Er wurde 1914 bei Emil Ungar in Bonn promoviert.
Von 1913 bis 1914 arbeitete Leichtentritt an der Kinderklinik der Medizinischen Akademie Düsseldorf (Schloßmann). Von 1915 bis 1918 war er in der Pathologie und am Hygieneinstitut der Universität Breslau tätig.
In den Jahren 1919 bis 1928 war Leichtentritt an der Universitätskinderklinik Breslau (Stolte) tätig. Während dieser Zeit habilitierte er sich im Jahr 1922 für Kinderheilkunde und wurde er 1926 zum außerordentlichen Professor ernannt. 1928 wurde Leichtentritt zum Primärarzt der Kinderabteilung der Landesversicherungsanstalt Schlesien ernannt, was er bis 1933 blieb. Neben diesen Haupttätigkeiten fungierte er von 1922 bis 1933 als pädiatrischer Konsiliarius der Städtischen Krankenhäuser Breslau.
Infolge des Machtantritts der Nationalsozialisten im Frühjahr 1933 wurde Leichtentritt aufgrund seiner jüdischen Abstammung gemäß den entsprechenden Bestimmungen des Gesetzes zur Wiedereinführung des Berufsbeamtentums zum 1. Dezember 1933 aus dem Dienst der Landesversicherungsanstalt Schlesien entlassen.
In den folgenden Jahren betrieb Leichtentritt eine Privatpraxis in Breslau. Zwei Versuche seinerseits nach Großbritannien zu emigrieren scheiterten in den folgenden Jahren: 1933 wurde er vom Hospital for Sick Children, Great Ormond Street, London angefordert, konnte diese Stellung aber nicht antreten, da die entsprechenden britischen Behörden keine Genehmigung zu seiner Anstellung gaben. Eine Bewerbung um eine Eunice Oakes Research Fellowship im September 1938 wurde aus Altersgründen abgelehnt. Im November 1938 emigrierte Leichtentritt mit Hilfe des Fellow of the Children Fund of Michigan schließlich in die Vereinigten Staaten. In den folgenden Jahren war er im Bereich der Erforschung von Rheuma und Arthritis tätig.
1944 eröffnete er eine Praxis als Kinderarzt in Cincinnati (403 McAlpine Avenue 20). Daneben war er am Municipal Health Department, beim Child Guidance Home of the Jewish Hospital und bei der Childrens’ Heart Association tätig.
In Deutschland wurde Leichtentritt derweil von den Nationalsozialisten als Staatsfeind eingestuft: Im Frühjahr 1940 setzte das Reichssicherheitshauptamt ihn auf die Sonderfahndungsliste G.B. ein Verzeichnis von Personen, die im Falle einer erfolgreichen Invasion und Besetzung der britischen Insel durch die Wehrmacht von Sonderkommandos der SS, die den Besetzungstruppen nachfolgen sollten, mit besonderer Priorität ausfindig gemacht und verhaftet werden sollten.
Einen Ruf an die Universität Rostock im Jahr 1947 lehnte Leichtentritt ab. Stattdessen erhielt er den Status eines Emeritus. 1960 wurde er zudem Ehrenmitglied der DGfK.
Leichtentritts Forschungsschwerpunkte waren die Säuglingsernährung, Avitaminosen, Tuberkulose, Rheumatismus und Arthritis.

## Schriften
- Erfahrungen über die nach dem Verfahren von Engel hergestellte Eiweissmilch. 1914 (Dissertation).
- Klinische und experimentelle Barlow-Studien. 1923 (Habilitationsschrift).